# Queen of Speed
Queen of Speed é um documentário britânico de 2021 dirigido por Barbie MacLaurin que conta a história da piloto de rali francesa Michèle Mouton. O filme venceu o prêmio de Melhor Documentário no 50º Prêmio Emmy Internacional.

## Enredo
Através de impressionantes imagens de arquivo e entrevistas, o filme conta a história da ascensão de Michèle Mouton, o "vulcão negro", ao topo do rali mundial nas décadas de 1970 e 1980.

## Elenco
- Michèle Mouton como ela mesma
- Ari Vatanen como ele mesmo
- Hannu Mikkola como ele mesmo
- Walter Röhrl como ele mesmo
- Fabrizia Pons como ela mesma

## Recepção
O jornal The Guardian escreveu que "Michèle Mouton abriu caminho para o sucesso como mulher em um ambiente predominantemente masculino. Por mais que o seu nome possa não ser familiar hoje em dia, ela continua a ser uma inspiração e uma força para a mudança no automobilismo e que sua carreira é celebrada no filme Queen of Speed".
O site Motorsport.com escreveu que "Queen of Speed realmente ilumina as lutas que Mouton enfrentou para ser aceita, puramente por seu gênero, ao mesmo tempo que sublinha o talento natural que ela possuía ao volante, o que justamente coloca Mouton no hall da fama do automobilismo".

## Prêmios e indicações
| Ano  | Prêmio                        | Categoria                     | Resultado |
| 2023 | 50º Emmy International Awards | Melhor Documentário Esportivo | Venceu    |